# Vạn Tú
Vạn Tú (chữ Hán giản thể:万秀区, bính âm: Wànxiù Qū, âm Hán Việt: Vạn Tú khu) là một quận thuộc địa cấp thị Ngô Châu, khu tự trị dân tộc Choang Quảng Tây, Cộng hòa Nhân dân Trung Hoa. Quận Vạn Tú có diện tích 406,92 km², dân số năm 2002 là 160.000 người. Về mặt hành chính, quận Vạn Tú được chia thành 4 nhai đạo và 2 trấn.